# Guanacoit
Guanacoit ist ein sehr selten vorkommendes Mineral aus der Mineralklasse der „Phosphate, Arsenate und Vanadate“ mit der idealisierten chemischen Zusammensetzung Cu2Mg3(OH)4(AsO4)2·4H2O oder in der kristallchemischen Formelschreibweise nach Stunz Cu2(Mg,Cu)Mg2[(OH)2|AsO4]2·4H2O. Guanacoit ist damit chemisch gesehen ein wasserhaltiges Kupfer-Magnesium-Arsenat mit zusätzlichen Hydroxidionen.
Guanacoit kristallisiert im monoklinen Kristallsystem, entwickelt allerdings nur kleine, nadelige bis prismatische Kristalle von etwa 0,7 mm Länge von hellblauer bis türkisblauer Farbe.

## Etymologie und Geschichte
Erstmals entdeckt wurde Guanacoit in der „El Guanaco Mine“ bei Guanaco in der chilenischen Región de Antofagasta und wissenschaftlich beschrieben durch Thomas Witzke, Uwe Kolitsch, Werner Krause, Annemarie Wiechowski, Olaf Medenbach, Anthony R. Kampf, Ian M. Steele und Georges Favreau, die das Mineral nach seiner Typlokalität benannten.
Als eigenständiges Mineral wurde Guanacoit von der International Mineralogical Association (IMA) bereits 2003 unter der vorläufigen Bezeichnung IMA 2003-021 anerkannt. Veröffentlicht wurden die Untersuchungsergebnisse und der anerkannte Name Guanacoit 2006 im European Journal of Mineralogy 18.
Typmaterial, das heißt Mineralproben aus dessen Typlokalität Guanaco, wird in der Mineralogischen Sammlung der Technischen Universität Bergakademie Freiberg in Deutschland unter der Katalog-Nr. 79704 aufbewahrt.
Unabhängige Untersuchungen von einem der Erstbeschreiber konnten Guanacoit auch in Mineralproben aus dem Tagebau Taghouni in der marokkanischen Provinz Ouarzazate (Souss-Massa-Daraâ) nachweisen. Das Typmaterial dieser Fundstätte wird in der Sammlung der Abteilung für Naturwissenschaften des Natural History Museum of Los Angeles County unter den Katalog-Nr. 55435, 55436 und 55437 aufbewahrt.

## Klassifikation
Da der Guanacoit erst 2003 entdeckt wurde, ist er in der seit 2001 veralteten 8. Auflage der Mineralsystematik nach Strunz nicht aufgeführt. 
In der zuletzt 2018 überarbeiteten Lapis-Systematik nach Stefan Weiß, die formal auf der alten Systematik von Karl Hugo Strunz in der 8. Auflage basiert, erhielt das Mineral die System- und Mineralnummer VII/D.16-025. Dies entspricht der Klasse der „Phosphate, Arsenate und Vanadate“ und dort der Abteilung „Wasserhaltige Phosphate, mit fremden Anionen“, wo Guanacoit zusammen mit Akrochordit, Chenevixit und Luetheit eine unbenannte Gruppe mit der Systemnummer VII/D.16 bildet.
Die von der International Mineralogical Association (IMA) zuletzt 2009 aktualisierte 9. Auflage der Strunz’schen Mineralsystematik ordnet den Guanacoit in die Klasse der „Phosphate, Arsenate und Vanadate“ und dort in die Abteilung „Phosphate usw. mit zusätzlichen Anionen; mit H2O“ ein. Hier ist das Mineral in der Unterabteilung „Mit ausschließlich mittelgroßen Kationen; (OH usw.) : RO4 = 2 : 1“ zu finden, wo es zusammen mit Akrochordit die „Akrochorditgruppe“ mit der Systemnummer 8.DD.10 bildet.
In der vorwiegend im englischen Sprachraum gebräuchlichen Systematik der Minerale nach Dana hat Guanacoit die System- und Mineralnummer 42.04.01.02. Das entspricht der Klasse der „Phosphate, Arsenate und Vanadate“ und dort der Abteilung „Wasserhaltige Phosphate etc., mit Hydroxyl oder Halogen“. Hier findet er sich innerhalb der Unterabteilung „Wasserhaltige Phosphate etc., mit Hydroxyl oder Halogen mit (AB)5(XO4)2Zq × x(H2O)“ in der „Akrochorditgruppe“, in der auch Akrochordit eingeordnet ist.

## Chemismus
Die mithilfe der Elektronenstrahlmikroanalyse ermittelte chemische Zusammensetzung ergab einen gewichtsprozentualen Anteil von 29,67 % CuO, 17,12 % MgO, 35,67 % As2O5 und 18 % H2O. Das entspricht der empirischen Formel Cu2.32Mg2.64(OH)4.13(H2O)4.15(AsO4)1.93 oder vereinfacht Cu2Mg2(Mg0.5Cu0.5)(OH)4(H2O)4(AsO4)2.

## Kristallstruktur
Guanacoit kristallisiert isotyp mit Akrochordit im monoklinen Kristallsystem in der Raumgruppe P21/c (Raumgruppen-Nr. 14) mit den Gitterparametern a = 5,459(2) Å; b = 16,808(9) Å; c = 6,917(3) Å und β = 100,44(1)° sowie zwei Formeleinheiten pro Elementarzelle.

## Bildung und Fundorte

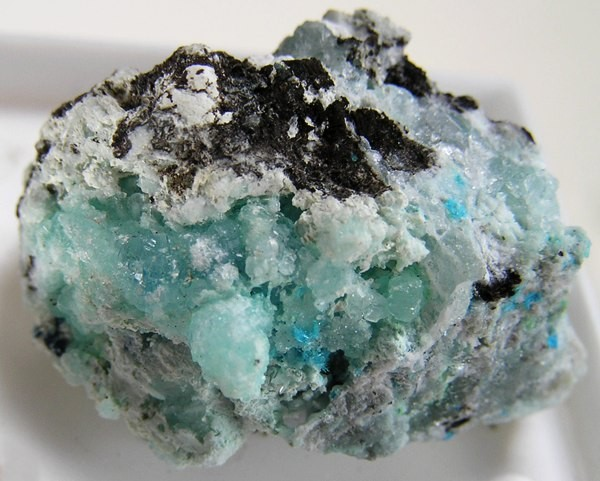
Himmelblaue, nadelige Guanacoit-Kristalle auf blassblauen, kugeligen Arhbarit-Aggregaten aus der Guanaco Mine, Chile (Größe 2,3 cm × 2,1 cm × 1,6 cm)

Da alle Guanacoitproben auf den Abraumhalden des Tagebaus Guanaco gefunden wurden, ist die genaue Position des Vorkommens innerhalb des Grubenfeldes nicht bekannt. Die Lagerstätte El Guanaco selbst entstand unter hydrothermalen Bedingungen bei eher niedrigen Temperaturen zwischen 200 und 100 °C (epithermal) mit hohem Sulfidisierungsgrad. Säurebedingte Alterationen (Mineral-Umwandlungen) und Verwitterungsprozesse führten zu einer Anreicherung verschiedener Metalle und damit neben gediegen Kupfer, Gold und Silber auch zur Bildung einer Vielzahl entsprechender, teilweise seltener Minerale wie Arhbarit, Brochantit, Chenevixit (Cu2Fe3+2[(OH)2|AsO4]2), Chrysokoll, Enargit, Klinoklas, Konichalcit, Lammerit, Lavendulan, Lemanskiit und Olivenit sowie Jodargyrit und Bismoclit (BiOCl) führte.
Neben den Gruben El Guanaco in Chile und Taghouni in Marokko ist bisher nur ein weiterer Fundort für Guanacoit bekannt (Stand: 2017), nämlich der in Spanien liegende Cerro de la Corona nahe Huércal de Almería in Andalusien.